# Scott Steele
Scott Steele, född den 26 februari 1958 i Newport i Rhode Island, är en amerikansk seglare.
Han tog OS-silver i windglider i samband med de olympiska seglingstävlingarna 1984 i Los Angeles.